# Дэвид, Тайрон
Тайрон Дэвид (англ. Tirone Esperidiao Devid, род. 20 ноября 1944 года, Рибейран-Клару, Бразилия) — канадский кардиохирург, профессор хирургии в университете Торонто, руководитель отдела сердечно-сосудистой хирургии в Western Hospital, Торонто.

## Биография
Родился 20 ноября 1944 года. В семье из пяти детей Тайрон единственный стал врачом. В 17 лет будущий хирург побывал в Центральной Африке, в качестве миссионера с лауреатом Нобелевской премии Альбертом Швейцером. В дальнейшем поступил на медицинский факультет Федерального университета Параны, окончив его в 1968 году. После окончания обучения переехал в Нью-Йорк.
В 1967 году Кристиан Барнард впервые выполнил успешную пересадку сердца от человека к человеку, что определило путь молодого врача, вызвав желание стать кардиохирургом. С 1970 по 1975 годы, будучи доктором медицины, Тайрон стажировался по сердечно-сосудистой и торакальной хирургии в клинике Кливленда, в штате Огайо. Там он познакомился со своей женой Жаклин, которая работала медицинской сестрой. В последующем у Тайрона и Жаклин родились три дочери. В 1978 году эмигрировал в Канаду, где был принят на работу в Western Hospital в Торонто. Со временем возглавил там отделение сердечно-сосудистой хирургии.
В 1970-х, уколовшись иглой на операции, тяжело перенёс гепатит, две недели находясь в коме.
С 1980 года — член кафедры хирургии Торонтского университета. В 2004 году ему было присуждено звание профессора.

## Труды
В 1987 году начал разработку клапансберегающих операций при аневризме восходящей аорты. В 1992 году Дэвид и Кристофер Фейндел сообщили о серии пациентов, которым выполняли клапансохраняющие операции по поводу аневризмы восходящей аорты с аортальной недостаточностью, открыв новую главу в кардиохирургии. Данная методика, получившая название Tirone Davide 1 или «операция Дэвида», заключалась в цилиндрической реконструкции корня аорты дактроновым протезом с сохранением аортального клапана и имплантации устий коронарных артерий. В 1995 году Дэвид, Фейндел и Босс сообщили о модернизации методики, которая получила названия Tirone Davide 2. В последующем данный подход изменялся несколько раз, имея 5 различных вариантов операции. 
В 1988 году ввёл в использование бескаркасные биопротезы для аортальной позиции (отличались отсутствием каркаса и манжеты, что позволяло имплантировать их в более узкое фиброзное кольцо аортального клапана, профилактируя пациент-протезное несоответствие). 
За время своей работы доктор Тайрон Дэвид выполнил около 10 000 операций на открытом сердце, опубликовал более 300 научных работ, долгое время преподавал в Торонтском университете, а также путешествовал по миру с лекциями и демонстрацией сложных хирургических операций.

## Награды
В 1996 году стал офицером Ордена Канады за его «методы в операциях на открытом сердце и трансплантации сердца». Также был награждён орденом Онтарио и занимал пост президента Американской ассоциации кардиоторакальных хирургов.